# Ияртау
Иярта́у (баш. Эйәртау) — гора в Ишимбайском районе Башкортостана, вблизи населённых пунктов Гумерово, Зигановка, Подгорный, Алмалы. Высота 382,7, на вершине установлен геодезический знак. Вершина лесистая, склоны травянистые. По склону горы проходит просёлочная дорога от Зигановки к Гумерово, пересекающая в подножии речку Ажакбуй.

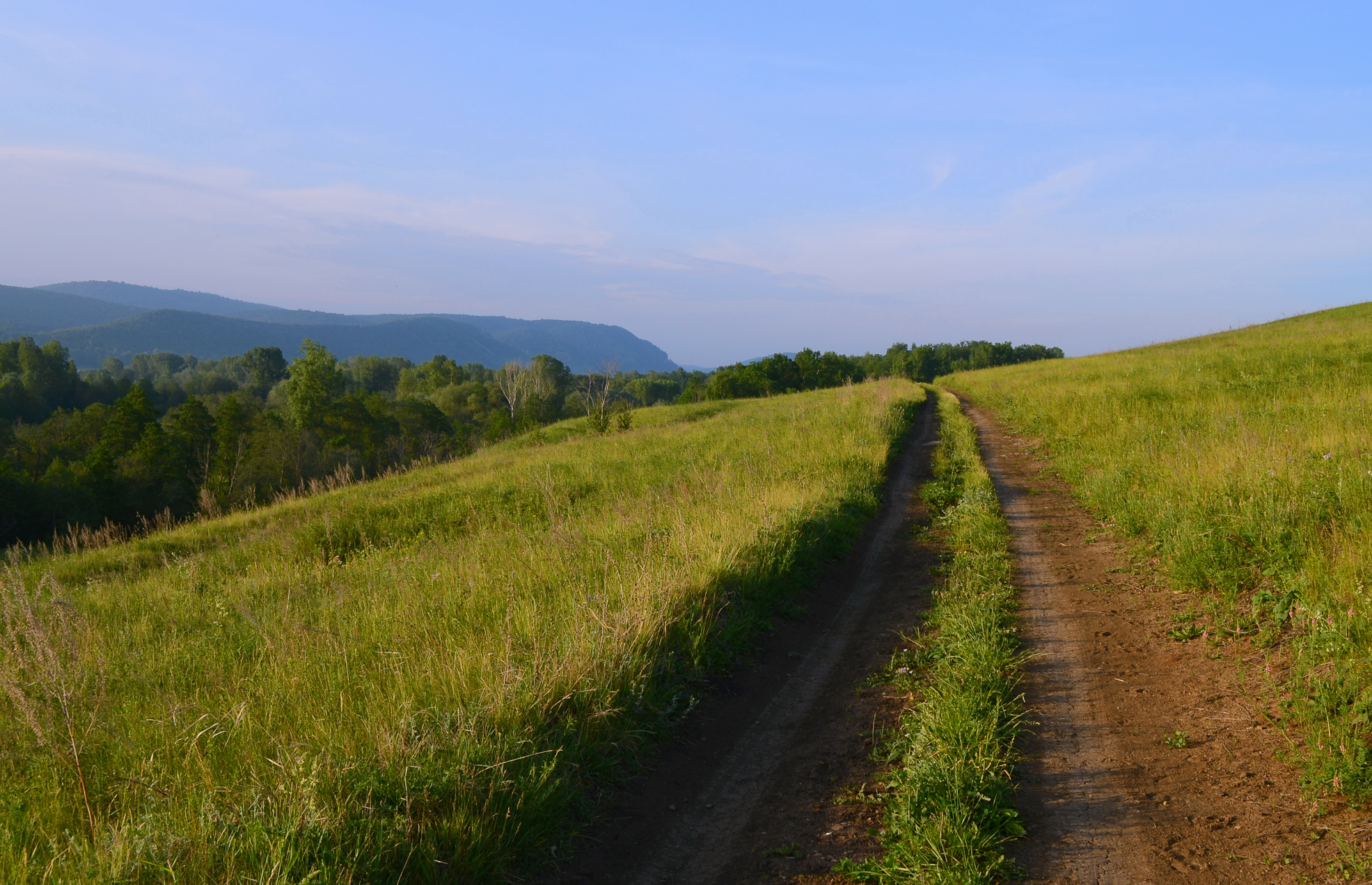
Дорога по склону горы Ияртау